# Phalacrocorax ranfurlyi
Phalacrocorax ranfurlyi là một loài chim trong họ Phalacrocoracidae.